# Ochraethes z-littera
Ochraethes z-littera là một loài bọ cánh cứng trong họ Cerambycidae.